# Jörg Bundschuh (Schauspieler)
Jörg Bundschuh (* 16. April 1964 in Ost-Berlin) ist ein deutscher Schauspieler.

## Leben
Jörg Bundschuh absolvierte von 1983 bis 1987 die Hochschule für Musik und Theater „Felix Mendelssohn Bartholdy“ Leipzig. Unter anderem spielte er am Cottbuser Theater Native C und den Sophiensälen in Berlin, häufig auch auf Freilichtbühnen. So gastierte Bundschuh bei den Karl-May-Spielen in Bad Segeberg und dem Naturtheater Greifensteine, bei den Störtebeker-Festspielen auf Rügen und beim Piraten-Open-Air in Grevesmühlen.
Sein Kameradebüt gab Bundschuh 1987 in dem DEFA-Kinderfilm Der Schwur von Rabenhorst. Seit Beginn der 2000er-Jahre arbeitet er regelmäßig für Film und Fernsehen. Er hatte Gastrollen in verschiedenen bekannten Serien und spielte in mehrfach ausgezeichneten Streifen wie Neun Szenen und Beat Beat Heart.
Jörg Bundschuh ist der Vater von Mathilde und Joseph Bundschuh, beide ebenfalls als Schauspieler tätig. An der Seite seiner Tochter spielte er in dem Film Tage, die bleiben und der Tatort-Folge Verschleppt. Bundschuh lebt in Berlin.

## Filmografie (Auswahl)
- 1987: Der Schwur von Rabenhorst
- 1999: In aller Freundschaft – Was am Ende übrig bleibt
- 2006: Neun Szenen
- 2007: Krimi.de – Kein zurück
- 2008: Familie Dr. Kleist – Katastrophen
- 2010: Renn, wenn du kannst
- 2011: Notruf Hafenkante – Im Bunker
- 2011: Tage, die bleiben
- 2011: Inklusion – gemeinsam anders
- 2012: Tatort: Verschleppt
- 2015: Heil
- 2015: Mordkommission Berlin 1
- 2016: Beat Beat Heart
- 2016: Ein Fall für zwei – Zerplatzter Traum
- 2016: SOKO Wismar – Fenster zum Hof
- 2016: Neu in unserer Familie – Zwei Eltern zu viel (Fernsehfilm)
- 2016: Neu in unserer Familie – Ein Baby für alle (Fernsehfilm)
- 2017: Notruf Hafenkante – Weggesperrt
- 2017: In aller Freundschaft – Die jungen Ärzte – Wer wagt, gewinnt
- 2017: Letzte Spur Berlin – Sheriff
- 2017: Tatort: Level X
- 2017: Alarm für Cobra 11 – Die Autobahnpolizei – Jenseits von Eden
- 2018: 303
- 2018: Tatort: Murot und das Murmeltier
- 2019: Heldt – Nicht pflegeleicht
- 2021: In aller Freundschaft – Unter Spannung
- 2021: SOKO Potsdam – Falsche Scham
- 2021: Rosamunde Pilcher: Der Stoff, aus dem Träume sind
- 2022: ZERV – Zeit der Abrechnung
- 2022: In aller Freundschaft – Die jungen Ärzte – Verborgen
- 2022: SOKO Stuttgart – Was geschah mit Rabea K.?
- 2023: SOKO Hamburg – Das Fenster zum All